# IT'S SHOWTIME
IT'S SHOWTIME（イッツ・ショータイム）は、オランダのキックボクシング団体。主催はヨーロピアン・ファイティング・ネットワーク。1999年に元レフェリーのサイモン・ルッツによって設立。2012年のグローリー・スポーツ・インターナショナルによる買収を経て、GLORYに統合された。

## 歴史
長年に渡って格闘技のレフェリーを務めていたサイモン・ルッツがプロモーターとして1999年10月24日にロブ・カーマンの現役引退試合をメインイベントとして旗揚げし、カーマンの相手には当時19歳であったアレクセイ・イグナショフを抜擢した。ルッツはIT'S SHOWTIMEのプロモーターであると同時にバダ・ハリ、ジョルジオ・ペトロシアン、メルヴィン・マヌーフといった有力選手達のマネージメントもしていた。
オランダ国外で大会を開催する際には現地のキックボクシング大会との共同開催を行っていた。日本のK-1とも協力関係にあり、2006年、2007年、2008年とK-1 WORLD GPアムステルダム・アレナ大会をIT'S SHOWTIMEとの2部興行として共催した。2009年5月16日には単独開催し、バダ・ハリ vs. セミー・シュルト戦を始めとした豪華対戦カードを実現させた。
2011年5月23日、ジャパン・マーシャルアーツ・ディレクターズ（JMD）とREBELSが合同で「IT'S SHOWTIME JAPAN」（STJ）の設立を発表。運営は6月13日に設立された株式会社IT'S SHOWTIME JAPANが行った。2012年春に東京で旗揚げ大会が開催予定であったが、旗揚げ大会が延期になるとJMD賛同プロモーションの興行内でSTJ公式戦が行われ、2012年1月22日のREBELS.10では松本哉朗がコウイチ･ペタスに勝利し初代STJ95kg級王座を獲得した。
2012年6月30日、GLORYを主催するグローリー・スポーツ・インターナショナル（GSI）に買収されることが発表された。2013年9月17日にパシフィコ横浜国立大ホールで開催予定であった日本大会は中止され、「IT'S SHOWTIME JAPAN」はREBELSがコンセプトを引き継ぐ形でムエタイ大会から肘打ち無しルールの大会へとリニューアルした。

## ルール
基本的にはK-1ルールとほぼ同じ。K-1では有効のバックハンドブローが禁止となっている（拳ではなく肘が当たるケースもあるため、肘打ちと同様に反則と見なすようになった）。クリンチの禁止はK-1と同様だが、膝蹴りを打つための首相撲は認められている。K-1では禁止になっている身体へのタイオイルの塗布が認められている。ジャッジは3つの異なる国から5名のジャッジを大会ごとに招聘し、5人制ジャッジで判定を行っていた。
通常のワンマッチは3分3ラウンド（引き分けの場合、延長1ラウンドが認められている）、ラウンド間のインターバルは1分間。タイトルマッチでは3分5ラウンド(ただしヘビー級タイトルマッチは3分3ラウンド)。
タイトルマッチ以外の出場者は試合前日計量で規定体重をオーバーしても500g以内であればペナルティはなし、かつ試合をすることが認められている。これは日本などと違って、計量で計りを使用しておらず、ヘルスメーターで計量を行っているため正確な計量をすることができないことを踏まえてのものとされている。
稀に総合格闘技ルールの試合も組まれ、2006年12月に総合格闘技ルールのタイトルであるIT'S SHOWTIME 69kg MAX MMA王座が創設されたが、同王座も直ぐに廃止されるなど、本格的に総合格闘技の試合が組まれることはなかった。

## 階級・王座

### ヘビー級世界王座
| 代 | 氏名               | 在位期間                                   | 防衛回数 |
| -- | ------------------ | ------------------------------------------ | -------- |
| 初 | バダ・ハリ         | 2009年5月16日 - 2010年5月29日              | 1        |
| 2  | ヘスディ・カラケス | 2010年5月29日 - 2012年1月28日              | 0        |
| 3  | ダニエル・ギタ     | 2012年1月28日 - 2012年11月10日（団体消滅） |          |

### 95kg MAX世界王座
| 代 | 氏名               | 在位期間                                   | 防衛回数 |
| -- | ------------------ | ------------------------------------------ | -------- |
| 初 | タイロン・スポーン | 2008年11月29日 - 2011年1月（返上）         | 0        |
| 2  | ダニョ・イルンガ   | 2011年3月26日 - 2012年11月10日（団体消滅） | 3        |

### 85kg MAX世界王座
| 代 | 氏名                   | 在位期間                                    | 防衛回数 |
| -- | ---------------------- | ------------------------------------------- | -------- |
| 初 | メルヴィン・マヌーフ   | 2009年8月29日 - 2011年4月（剥奪）           | 0        |
| 2  | サハーク・バーバリアン | 2011年5月21日 - 2012年11月（剥奪）          | 1        |
| 3  | ジェイソン・ウィルニス | 2012年11月10日 - 2012年11月10日（団体消滅） |          |

### 77kg MAX世界王座
| 代 | 氏名                   | 在位期間                                    | 防衛回数 |
| -- | ---------------------- | ------------------------------------------- | -------- |
| 初 | デミトリー・シャクタ   | 2008年9月5日 - 2010年3月13日                | 2        |
| 2  | コスモ・アレキサンドラ | 2010年3月13日 - 2010年11月（剥奪）          | 1        |
| 3  | アーテム・レヴィン     | 2010年12月18日 - 2012年11月10日（団体消滅） | 1        |

### 73kg MAX世界王座
| 代 | 氏名             | 在位期間                                   | 防衛回数 |
| -- | ---------------- | ------------------------------------------ | -------- |
| 初 | ヨハン・リドン   | 2011年5月14日 - 2012年1月28日              | 0        |
| 2  | ローシン・オズニ | 2012年1月28日 - 2012年11月10日（団体消滅） |          |

### 69kg MAX世界王座
| 代 | 氏名                   | 在位期間                                   | 防衛回数 |
| -- | ---------------------- | ------------------------------------------ | -------- |
| 初 | ムラット・ディレッキー | 2009年2月8日 - 2010年12月11日              | 1        |
| 2  | クリス・ナギンビ       | 2010年12月11日 - 2012年6月30日             | 1        |
| 3  | アンディ・サワー       | 2012年6月30日 - 2012年11月10日（団体消滅） |          |

### 65kg MAX世界王座
| 代 | 氏名                           | 在位期間                       | 防衛回数 |
| -- | ------------------------------ | ------------------------------ | -------- |
| 初 | ハッサン・エルハムサオイ       | 2009年3月14日 - 2009年5月16日  | 0        |
| 2  | オロノー・ウォー・ペットプーン | 2009年5月16日 - 2012年（剥奪） | 1        |

### 61kg MAX世界王座
| 代 | 氏名                   | 在位期間                                   | 防衛回数 |
| -- | ---------------------- | ------------------------------------------ | -------- |
| 初 | セルジオ・ヴィールセン | 2009年9月12日 - 2011年3月26日              | 1        |
| 2  | カリム・ベノーイ       | 2011年3月26日 - 2011年6月18日              | 0        |
| 3  | ハビエル・エルナンデス | 2011年6月18日 - 2012年7月21日              | 0        |
| 4  | 山本真弘               | 2012年7月21日 - 2012年11月10日（団体消滅） |          |

### 70kg MAX MMA王座
| 代 | 氏名             | 在位期間                       | 防衛回数 |
| -- | ---------------- | ------------------------------ | -------- |
| 初 | チアゴ・タバレス | 2006年12月3日 - 2012年11月10日 | 0        |

## トーナメント

### 75kg MAX Trophyトーナメント
| 開催日        | 優勝                 | 準優勝                   |
| ------------- | -------------------- | ------------------------ |
| 2006年9月23日 | シャヒン・ヤクート   | オンドレ・ハートニンク   |
| 2008年3月15日 | デミトリー・シャクタ | グレゴリー・チョップリン |

### Fast & Furious 70kg MAXトーナメント
| 開催日        | 優勝                       | 準優勝                   |
| ------------- | -------------------------- | ------------------------ |
| 2011年9月24日 | ロビン・ファン・ロスマレン | アルトゥール・キシェンコ |

## テレビ放送・配信
2011年1月の時点で世界89カ国でテレビ放映され、IT'S SHOWTIME公式サイトにて有料ライブ・ストリーミング生中継を行っていた。
- 2007年12月より、リアリティ番組『It's Showtime Reality Show』をユーロスポーツで放送。
- 2008年より、リアリティ番組『Enfusion』を放送。
- 2010年4月より、番組『最強打撃格闘技 IT'S SHOWTIME』をJ SPORTSで放送。